# アニル・カプール
アニル・カプール（Anil Kapoor、ヒンディー語：अनिल कपूर、パンジャーブ語：ਅਨਿਲ ਕਪੂਰ、1959年12月24日 - ）はインドの映画俳優兼プロデューサー。国家映画賞受賞。

## 経歴
ムンバイのティラク・ナガル地区で、父は映画プロデューサーであるスリンダール・カプールと母ニルマルの間に生まれる。兄はプロデューサー、弟は俳優となっている。
1979年 Hamare Tumhare に脇役としてボリウッドでデビュー。その後、1984年にヤシュ・チョプラ監督作品「マシャール（Mashaal）」で自身初めてのフィルムフェア賞助演男優賞を獲得。1988年にはヒット作「テザーブ（Tezaab）」で自身初のフィルムフェア賞主演男優賞を受賞。1992年に大ヒット作「ベータ（Beta）」で二度目のフィルムフェア賞主演男優賞を受賞。2000年の作品 Pukar では国家映画賞 主演男優賞を受賞。
2008年に公開された自身初の英語作品『スラムドッグ$ミリオネア』（クイズ番組の司会者役を務めた）はアカデミー賞やゴールデングローブ賞など多数の国際的な映画賞を受賞し、国際的な知名度を高めた。
2010年にアメリカ合衆国のテレビドラマ『24 -TWENTY FOUR-』の最終シーズンに出演 。2011年には『ミッション:インポッシブル/ゴースト・プロトコル』に出演した。

### 私生活
1984年に結婚し、娘が二人と息子が一人いる。長女のソーナム・カプールは女優、次女のリア・カプールはプロデューサー。

## 主な作品

### 出演
| 公開年 | 邦題 原題                                                                           | 役名                   | 備考                               |
| ------ | ----------------------------------------------------------------------------------- | ---------------------- | ---------------------------------- |
| 1984   | マシャール Mashaal                                                                  |                        |                                    |
| 1987   | Mr.インディア Mr. India                                                             |                        |                                    |
| 1988   | テザーブ Tezaab                                                                     |                        |                                    |
| 1992   | ベータ Beta                                                                         |                        |                                    |
| 1994   | 1942・愛の物語 1942: A Love Story                                                   | ナーレン・シン         |                                    |
| 1997   | ヴィラサット - 愛と宿命の決断 Virasat                                               | シャクティ             |                                    |
| 1997   | ジュダーイ - 欲望の代償 Judaai                                                      |                        |                                    |
| 1998   | 歌う色男、愛・ラブ・パラダイス! Gharwali Baharwali                                  | アルン                 |                                    |
| 1999   | ビーウィーNo.1 Biwi No.1                                                            |                        |                                    |
| 2000   | ブランディー Bulandi                                                                |                        |                                    |
| 2000   | 叫び Pukar                                                                          |                        |                                    |
| 2001   | 恥 Lajja                                                                            |                        |                                    |
| 2001   | NAYAK - 真実のヒーロー Nayak: The Real Hero                                         |                        |                                    |
| 2008   | スラムドッグ$ミリオネア Slumdog Millionaire                                         | プレーム・クマール     |                                    |
| 2010   | ノー・プロブレム No Problem                                                         |                        |                                    |
| 2010   | 24 -TWENTY FOUR- 24                                                                 | オマール・ハッサン     | テレビシリーズ、15エピソードに出演 |
| 2011   | ミッション:インポッシブル/ゴースト・プロトコル Mission: Impossible - Ghost Protocol | ブリッジ・ナス         |                                    |
| 2013   | ワダラの抗争 Shootout at Wadala                                                     | アファーク・バーグラン |                                    |

### プロデューサーとして
- 「ガンジー、わが父（Gandhi My Father）」2007年
- 「アイーシャ（Aisha）」2010年
- 「ノー・プロブレム（No Problem）」2010年